# Mulberry (Kansas)
Mulberry – miasto położone w hrabstwie Crawford.